# Apotheke

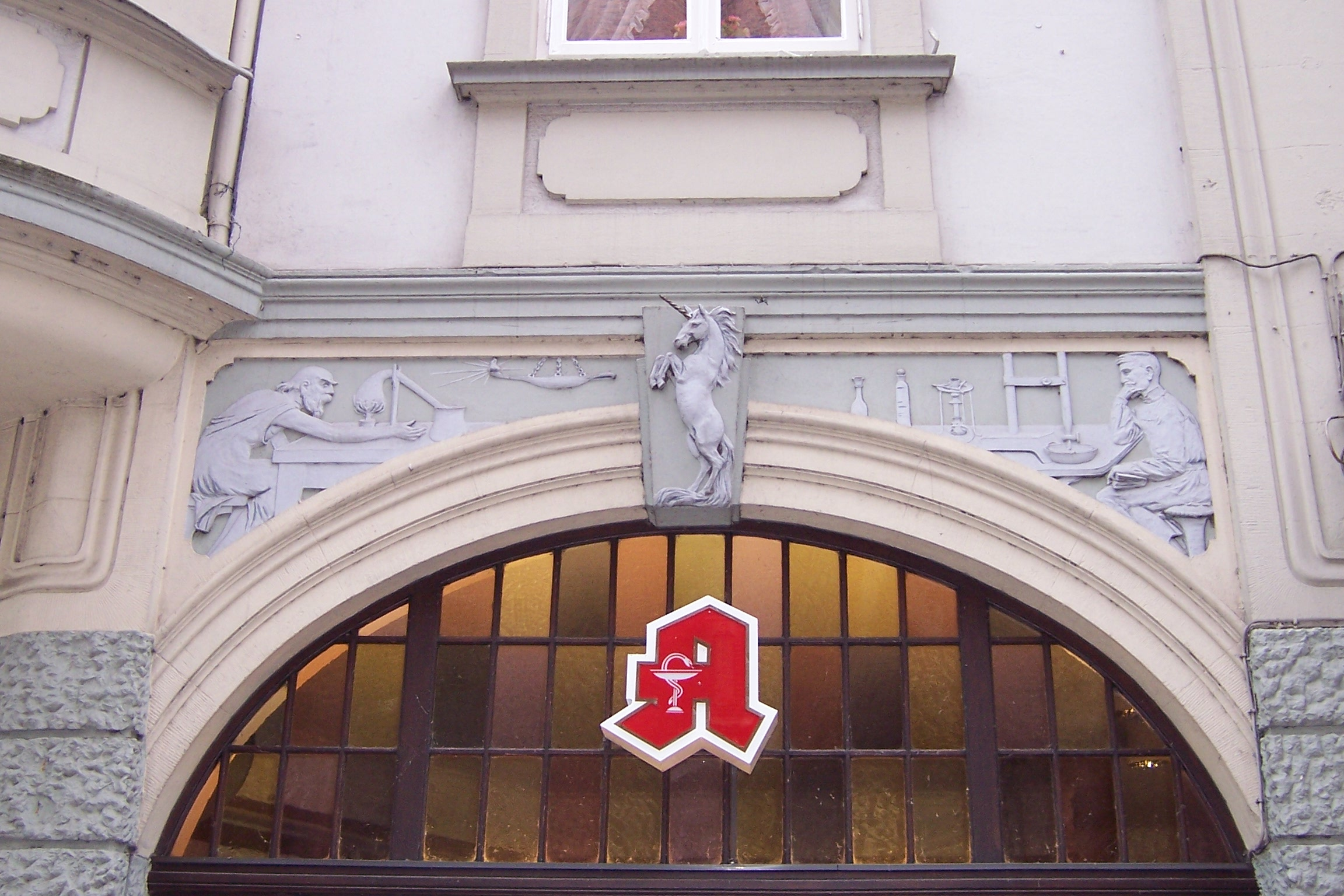
Eingang zu einer Apotheke in Oldenburg mit Logo, Einhorn und historischen Darstellungen von Apothekern (um 1900)

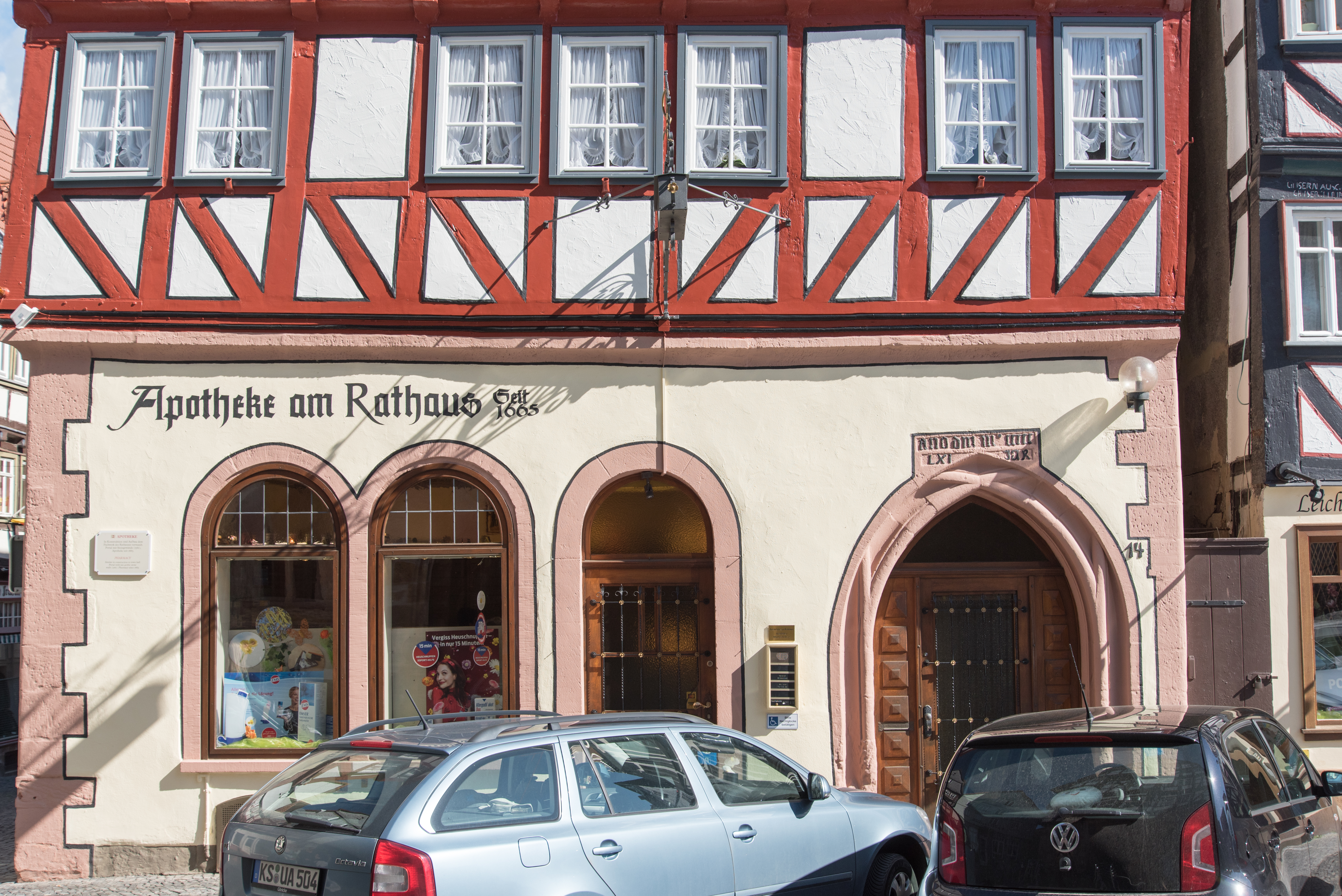
Die Apotheke am Rathaus in Alsfeld wird seit 1683 betrieben

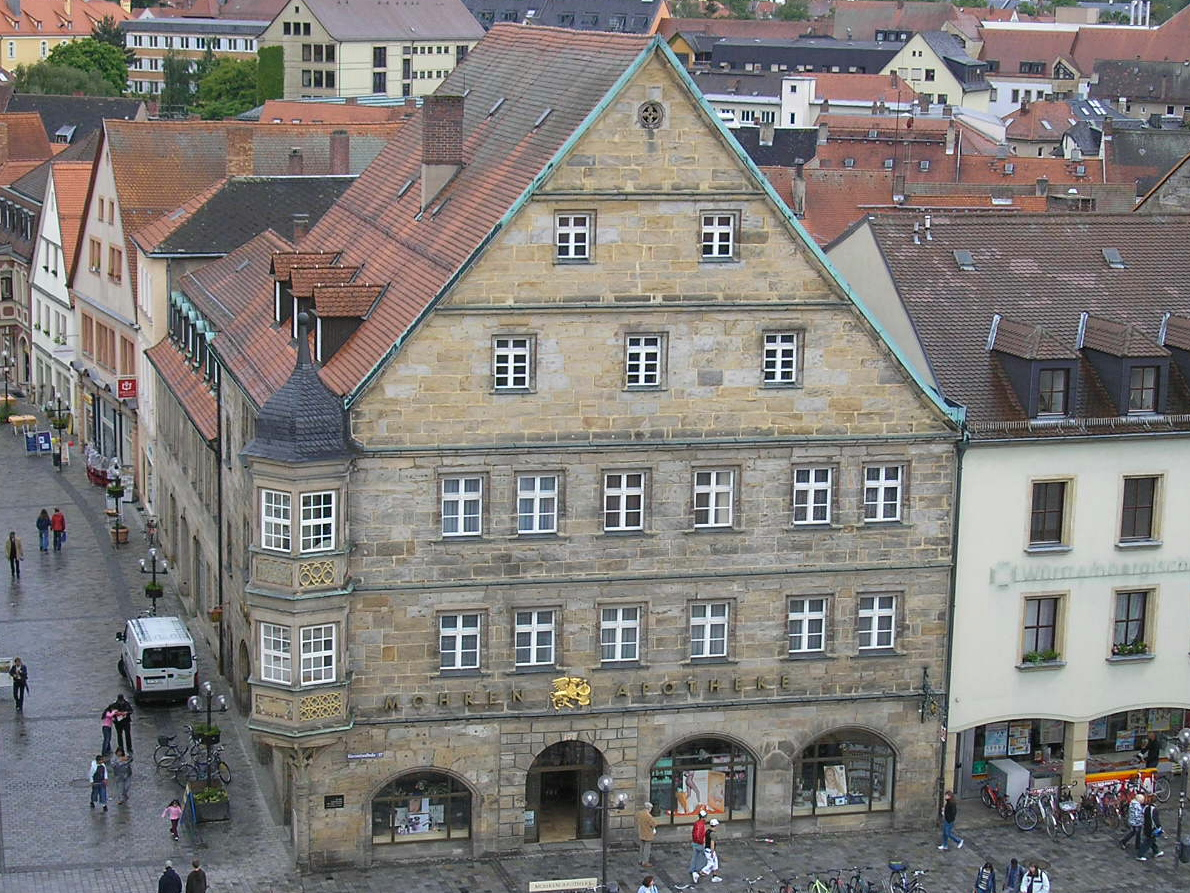
Die Mohren-Apotheke in Bayreuth

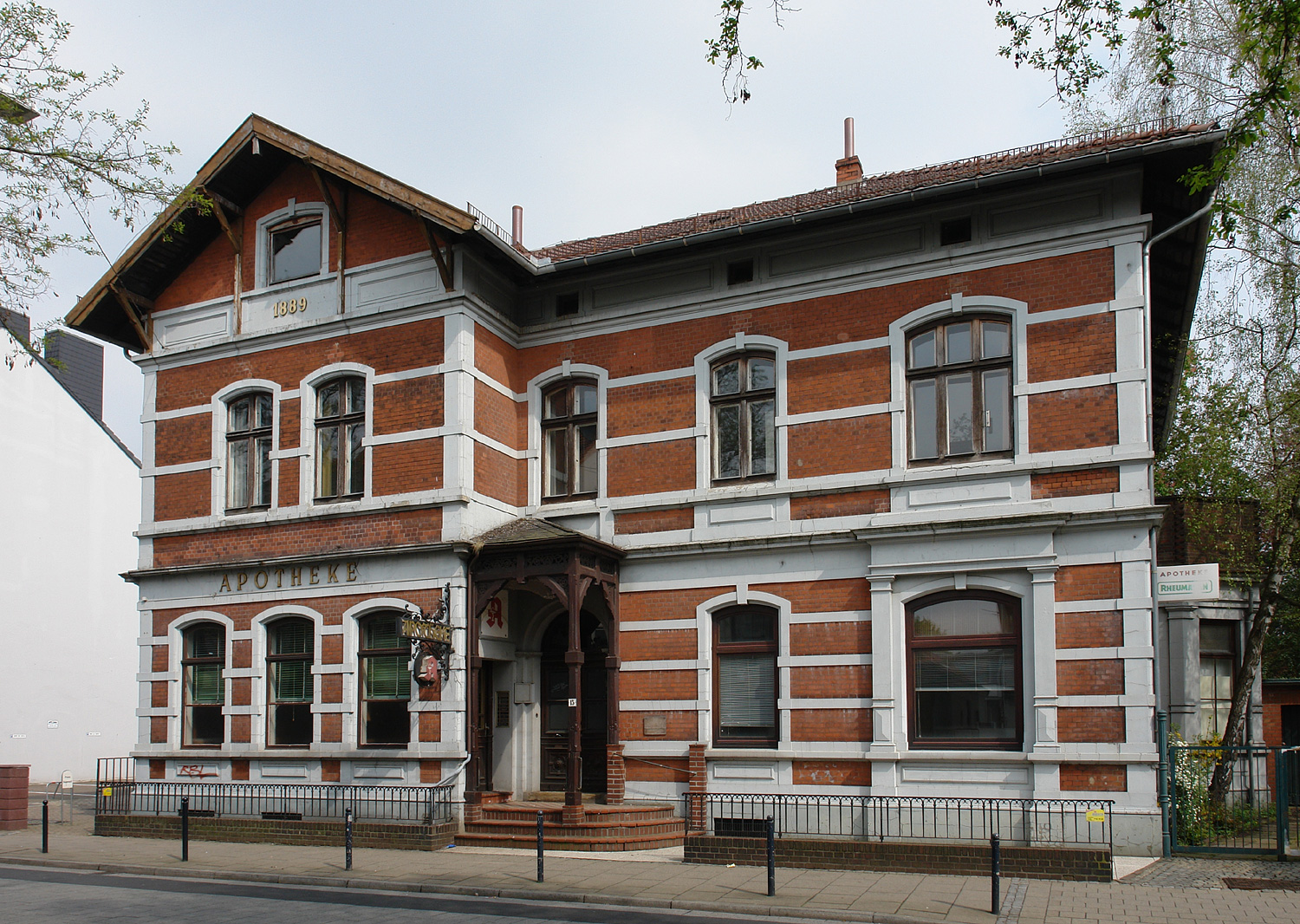
Die Alte Apotheke von 1889 in Bremen-Hemelingen

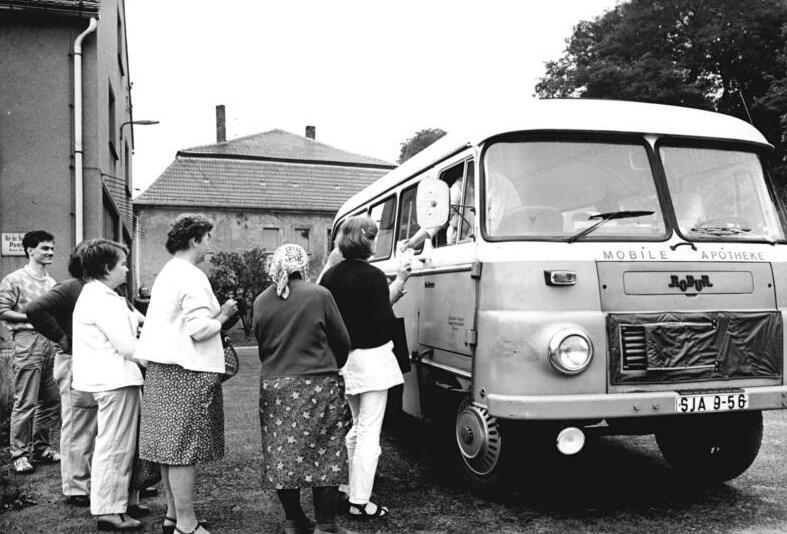
Mobile Apotheke in der Gemeinde Pomßen, Sachsen, 1988

Als Apotheke wird ein Ort bezeichnet, an dem Arzneimittel und Medizinprodukte abgegeben, geprüft und hergestellt werden. Zudem ist es eine Hauptaufgabe des Apothekers und des übrigen Apothekenpersonals, die Kunden zu beraten, sie über unerwünschte Wirkungen aufzuklären und mögliche Wechselwirkungen mit anderen Arzneimitteln aufzudecken. Zusätzlich zu der Abgabe von Medikamenten verkaufen Apotheken auch „apothekenübliche Artikel“ wie Nahrungsergänzungsmittel, kosmetische Erzeugnisse und weitere Waren mit gesundheitsförderndem Bezug.

## Wortursprung
Das Wort „Apotheke“ (mittelhochdeutsch apotēke, „Apotheke, Spezereiladen“) stammt über lateinisch apotheca (mittellateinisch auch apoteca), ‚Kramladen‘, ‚Apotheke‘, von altgriechisch ἀποθήκη apothḗkē (von griechisch apo-: in Zusammensetzungen ‚fort‘, ‚ab‘, ‚weg‘; thḗkē: ‚Kasten, Abstellraum, Vorratskammer, Behältnis, Ladentisch, Theke‘, von τιθέναι tithenai ‚setzen, stellen, legen‘), was wörtlich ‚Ablage (Lager, Ablage, Niederlage, Depot, Aufbewahrungsort, Speicher)‘ für Vorräte im Allgemeinen bedeutet. Bei Galenos war mit apoteca ein Aufbewahrungsort für Bücher gemeint. Häufig bezeichnete es wie beim römischen Agrarschriftsteller Columella das meist oben im Hause gelegene Weinlager, wo der Wein in Amphoren bewahrt wurde. In Klöstern wurde lateinisch apotheca der Raum zur Aufbewahrung von Heilkräutern („Kräuterkammer“) bezeichnet. Im Hochmittelalter bezeichnete apotheca üblicherweise eine Warenniederlage, einen Kramladen oder eine Verkaufsbude für Gewürze, betrieben vom apothecarius.

## Auftrag

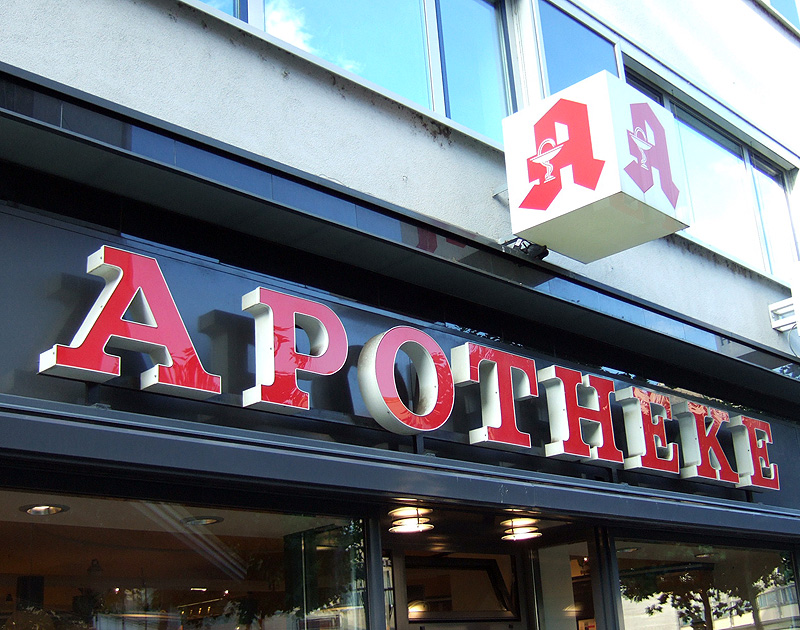
Apotheken-Schriftzug und Logo

In Deutschland und in Österreich erfüllt die Apotheke den gesetzlichen Auftrag als Teil des Gesundheitssystems, die ordnungsgemäße Arzneimittelversorgung der Bevölkerung sicherzustellen. Dies ist in den jeweiligen Apothekengesetzen (Deutschland, Österreich) geregelt.
In der Schweiz hingegen ist die Medikamentenabgabe im Heilmittelgesetz geregelt, nach ihr dürfen Apotheker Medikamente abgeben. Darüber hinaus kennen, da das Apothekerwesen kantonal geregelt ist, 14 Kantone die Selbstdispensation durch Ärzte. Eine solche Selbstdispensation existiert in Deutschland einzig in der Form der tierärztlichen Hausapotheke, in Österreich in Form der ärztlichen Hausapotheke für humanmedizinische Arzneimittel und in der Form der tierärztlichen Hausapotheke. Hierbei handelt es sich um eine Abgabestelle.
Die Einhaltung der gesetzlichen Anforderungen wird in Deutschland von den Bundesländern überwacht. In Nordrhein-Westfalen sind hauptamtlich beschäftigte Amtsapotheker in den Kreisen und kreisfreien Städten für die Überwachung zuständig.

## Verkauf von Medikamenten
Apotheken dürfen Medikamente verkaufen, da sie Waren besonderer Art sind und oft Erklärung und Beratung in besonderem Ausmaß erfordern. Während in Deutschland und in Österreich ausschließlich Apotheken Medikamente verkaufen dürfen, ist in der Schweiz die Selbstdispensation durch Ärzte erlaubt.
Der Verkauf muss durch pharmazeutisches Personal erfolgen. In Deutschland dürfen Apotheken mit einer Versandhandelsgenehmigung Medikamente im Versand auch über Ländergrenzen hinaus vertreiben.
Vorschriften zur Regelung der Abgabepreise von Arzneimitteln finden sich in Deutschland in der Arzneimittelpreisverordnung, für die Schweiz ist das Bundesamt für Gesundheit zuständig, es stellt eine Spezialitätenliste (SL) her.

## Leitung der Apotheke
Apotheken dürfen nur von einem staatlich geprüften Apotheker geführt werden.
In Deutschland kann für vier Wochen pro Jahr, zum Beispiel wegen Krankheit oder Urlaub des Apothekers, eine Vertretung durch einen Pharmazieingenieur oder Apothekerassistenten erfolgen; bei Abwesenheit bis zu drei Monaten oder im Falle einer Haupt- bzw. Krankenhausapotheke ist die Vertretung durch einen Apotheker vorgeschrieben.

## Die Apotheke in Deutschland

### Geschichte

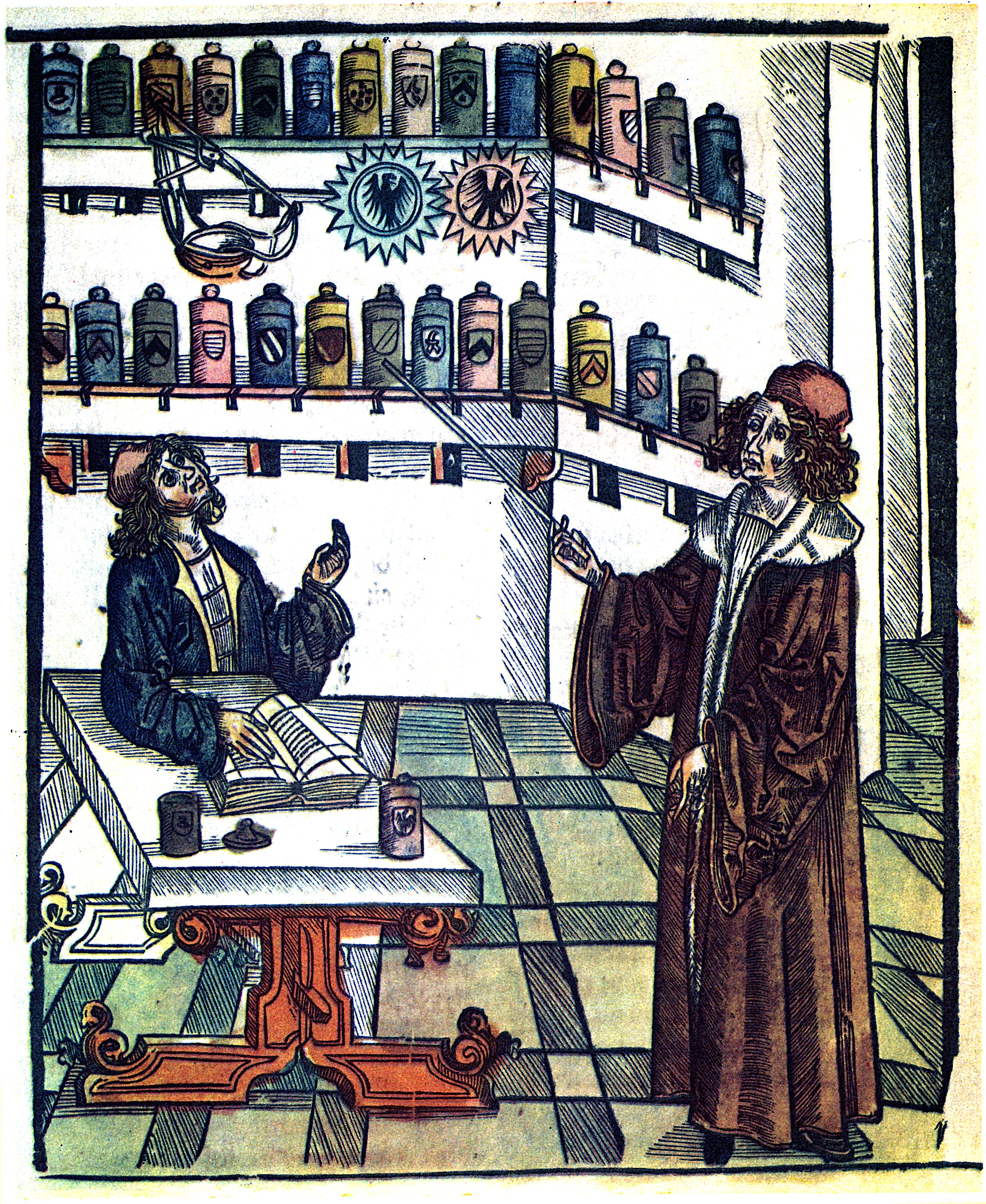
Apotheke (nachkolorierte Darstellung von 1508)

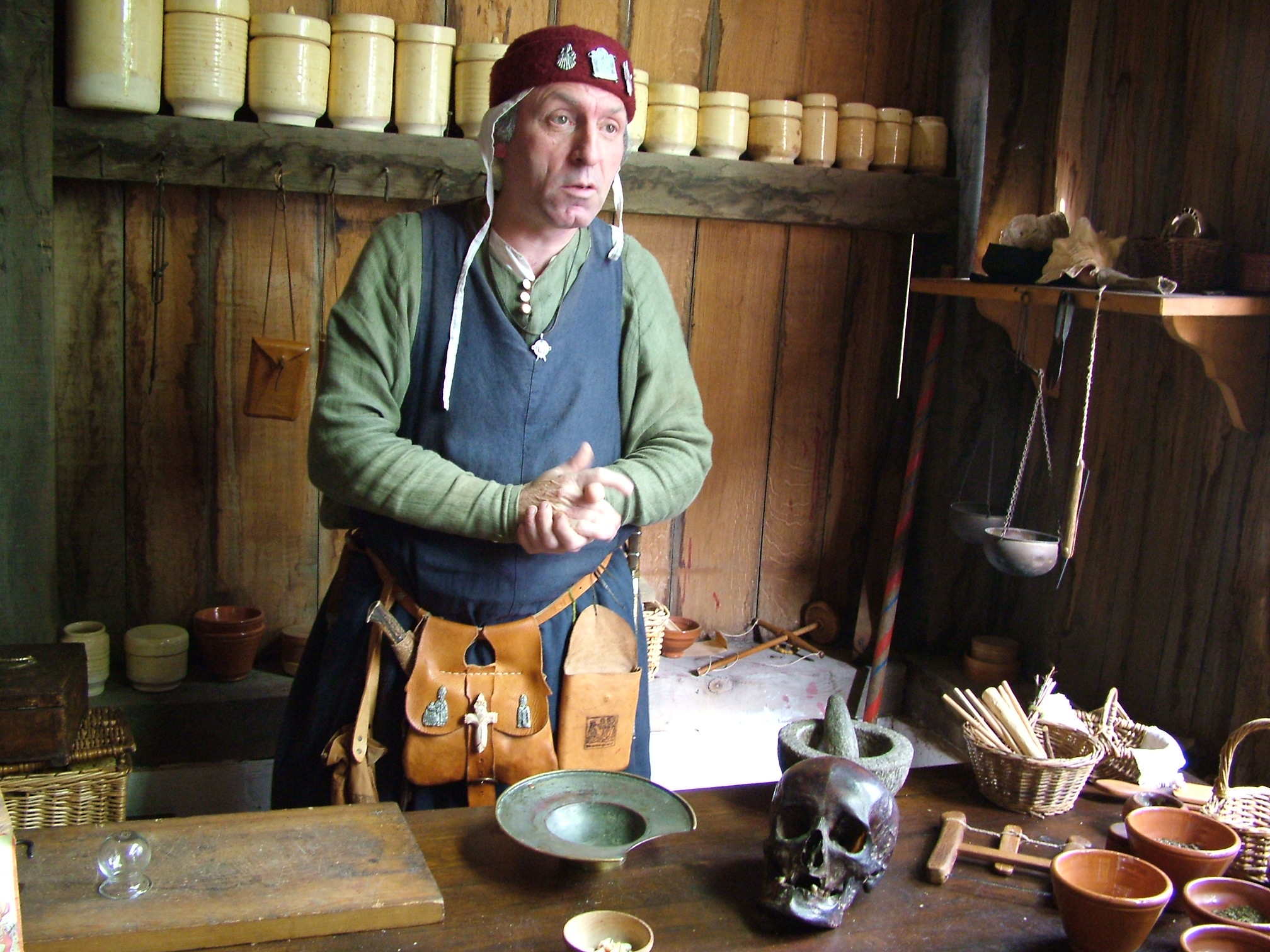
Moderne Darstellung eines mittelalterlichen Apothekers, Archeon

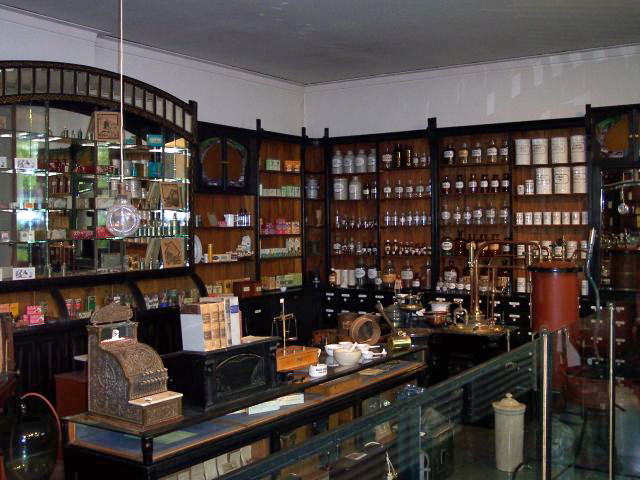
Verkaufsraum einer Apotheke um 1900

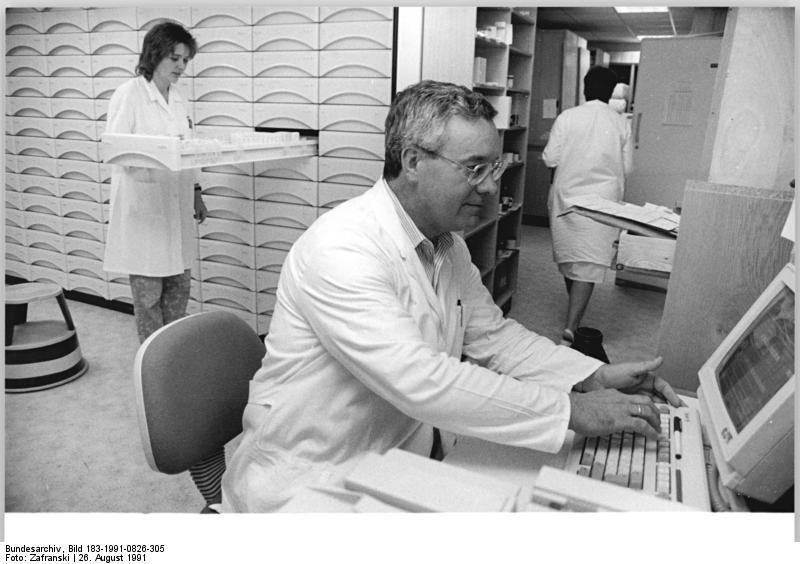
Modernisierte Apotheke in Berlin-Lichtenberg, 1991

Im 8. und 9. Jahrhundert gab es in der arabischen Welt – in Bagdad und Damaskus – Drogen- und Gewürzhändler, die zusammen mit den heilkundigen Mönchen der abendländischen Klöster als Vorläufer der Apotheker bezeichnet werden könnten.
Eine im St. Galler Klosterplan aus dem 9. Jahrhundert erwähnte Ablagekammer für Heilkräuter kann ebenfalls als Vorform der heutigen Apotheke angesehen werden.
Standeskritische Bemerkungen im Liber iste, im Circa instans und bei Guido d’Arezzo dem Jüngeren (im Liber mitis um 1170) sowie ein Apothekereid aus Montpellier in Frankreich von 1180 lassen erkennen, dass es den Beruf des Apothekers auch im Abendland des 12. Jahrhunderts gab.
Um 1241 wurde vom Stauferkaiser Friedrich II. im Königreich Sizilien das „Edikt von Salerno“ (auch „Constitutiones“ oder Medizinalordnung genannt) erlassen: die erste gesetzlich fixierte Trennung der Berufe Arzt und Apotheker. Ärzte durften keine Apotheke besitzen oder daran beteiligt sein. Arzneimittelpreise wurden mit einer in der Medizinalordnung enthaltenen Taxe der Heilmittel gesetzlich festgeschrieben, um Preistreiberei zu verhindern. Das Edikt von Salerno mit seinen Medizinalgesetzen stand somit am Anfang des abendländischen Apothekenwesen und wurde Vorbild der Apothekengesetzgebung in ganz Europa. Eine deutsche Apotheke wird in der Trier’schen Chronik von 1241 erstmals erwähnt, und das wohl erste deutsche Apothekenprivileg ist das von dem Markgrafen Otto IV. von Brandenburg 1303 für eine Apotheke in Prenzlau erteilte Privileg. Ähnliche Privilegien folgten 1305 für Görlitz, 1310 für Straßburg, 1318 für Hildesheim und Mitte des 14. Jahrhunderts für Prag und Hamburg. Auf Grund der Schriften von Nicolaus aus Salerno (Nicolaus Praepositus, Verfasser des Antidotarium Nicolai) und Johannes von Damaskus wurde um 1345 in Breslau die Medizinalordnung Karls IV. veröffentlicht, welche eine der ältesten mitteleuropäischen Arzneitaxen darstellt und Preise für Simplicia und Composita enthält.
Nach der Erlassung der Medizinalordnung entstanden städtische Apothekenordnungen, in denen festgelegt wurde, dass Apotheken nur zum Verkauf von Arzneien gegründet werden dürfen.
Im Laufe des 14. Jahrhunderts wandeln sich die Apotheker vom fliegenden Händler zum wohlhabenden Patrizier, der nicht nur Heilpflanzen, Gewürze und Drogen verkauft, sondern auch selbst Arzneimittel in der Offizin (lateinisch officina) herstellt. Aus dieser Zeit stammt auch die älteste Apotheke Europas, die noch heute an derselben Stelle betrieben wird: Eine Urkunde von 1241 mit dem Siegel der Stadt Trier (Landeshauptarchiv Koblenz) dokumentiert die Schenkung einer Apotheke am Trierer Hauptmarkt. Sie trägt heute den Namen Löwen-Apotheke. Seit dem Jahr 1317 befindet sich im Franziskanerkloster der Stadt Dubrovnik eine der ältesten Apotheken Europas. Auch die Tallinner Ratsapotheke zählt zu den ältesten Apotheken Europas, die heute noch in Betrieb sind.
Die ältesten nachweisbaren von deutschstämmigen Apothekern geleiteten Offizinen in Russland bestanden in den Hansestädten Riga (1357) und Reval (1421).
Später verlagert sich die Arzneimittelherstellung von der Offizin in die Rezeptur, doch noch heute werden (in Fachkreisen) der Verkaufsraum, die Arbeitsräume einer Apotheke oder (veraltet) die Apotheke selbst als Offizin bezeichnet.
Da die Wirtschaftlichkeit von Apotheken auch damals stark von Seuchen und Epidemien abhängig war, gab es mancherorts Versorgungsprobleme, wenn längere Zeit keine solche auftraten. Um dem vorzubeugen, wurden im 15. Jahrhundert beispielsweise in Niederösterreich durch die Landstände sogenannte Landschafts-Apotheken errichtet. Zum Warensortiment (im Warenlager, lateinisch pigmentarium) einer Apotheke gehörten auch nicht nur für die Heilkunde verwendete Substanzen (zum Beispiel Salmiak, Vitriol, Schwefel, Auripigment und Grünspan, etwa zur Herstellung von Schießpulver
Im 17. und 18. Jahrhundert entwickelten sich die deutschen Apotheken vom Ort der Arzneimittelherstellung bedingt durch das Wissen über die Chemie auch zu einem Ort der Arzneimittelerforschung. Vor allem in Berlin, Thüringen und im Königreich Sachsen konzentrierte sich die pharmazeutisch-chemische Forschung und Lehre in Deutschland.
Zu den ersten homöopathischen Apotheken gehörte die in Neudietenburg im Herzogtum Sachsen-Gotha von Theodor Lappe (1802–1882), die auch Samuel Hahnemann belieferte und 1832 von Ludwig Griesselich erwähnt wird. Der Apotheker Lappe gehörte dem Centralverein homöopathischer Ärzte Deutschlands an, zu dessen Mitgliedern auch andere Apotheker gehörten. Einer der bekanntesten und geschäftstüchigsten homöopathischen Apotheker war Willmar Schwabe (1839–1917) in Leipzig.
Durch die Errungenschaften der pharmazeutischen Industrie beginnt Ende des 19. und Anfang des 20. Jahrhunderts eine Umstellung der deutschen Apotheke. Anstatt Arzneimittel selbst herzustellen, beschäftigt sich die Apotheke zunehmend mit der Prüfung der Qualität und Identität von Arzneimitteln und der Beratung rund um Arzneimittel.
Im Jahr 1958 wurde nach einer Entscheidung des Bundesverfassungsgerichts (siehe Apotheken-Urteil) die Niederlassungsfreiheit für Apotheken eingeführt, sodass seitdem jeder Apotheker eine Apotheke am Standort seiner Wahl unabhängig vom Bedarf eröffnen darf. Wegen der Arzneimittelpreisverordnung, die einheitliche Arzneimittelpreise für ganz Deutschland festlegte, bestand damals kein Preiswettbewerb der Apotheken. 2004 wurde die Preisbindung für OTC-Arzneimittel aufgehoben, im Oktober 2016 fiel durch das Urteil des Europäischen Gerichtshofs (EuGH) für ausländische Versandhändler die in der Arzneimittelpreisverordnung festgelegte Preisbindung verschreibungspflichtiger Medikamente. Der EuGH hatte sie als mit der unionsrechtlichen Warenverkehrsfreiheit für unvereinbar erklärt. Für deutsche Apotheken – inklusive solcher mit Versandhandelserlaubnis („Versandapotheken“) – hingegen hat die Arzneimittelpreisbindung für verschreibungspflichtige Arzneimittel weiterhin Bestand.
In der sowjetischen Besatzungszone verfügte die Deutsche Wirtschaftskommission (DWK) am 22. Juni 1949 die Enteignung der Apotheken und damit wurden auch alle Rechte für erloschen erklärt. Eigentümer, die selbst Apotheker waren, erhielten aber das Recht den Betrieb als „Apotheke im Privatbesitz“ weiterführen zu können, wenn die Betriebsabgaben abgeführt wurden. Von den Eigentümern oder Erben verpachtete Apotheken wurden zu „Landesapotheken“, die Eigentümer erhielten als Entschädigung einen Anteil aus dem Aufkommen der „Betriebsabgaben“. Erst 1954 wurden genaue Beträge der Entschädigungen festgesetzt und betrugen 30 bis 50 % des durchschnittlichen Jahresumsatzes, abzüglich möglicher Forderungsbeträge an die Apotheken. Die Auszahlung erfolgte planwirtschaftlich nach fünf Jahren.
Neu errichtete Apotheken in der Deutschen Demokratischen Republik waren grundsätzlich „Landesapotheken“, die verpachtet oder als Poliklinik-Apotheken verwaltet wurden. Die Anzahl der „Apotheken im Privatbesitz“ betrug 1956 rund 298 von 1.533 Apotheken (= 19,4 %) und die Zahl verringerte sich stetig, bis es nur noch „Landesapotheken“ oder Apotheken an Polikliniken gab. Aufgrund der schlechten wirtschaftlichen Möglichkeiten wanderten viele vollausgebildete Apotheker ab 1951 in den Westen aus, so dass die staatliche Führung sich gezwungen sah, nach sowjetischem Vorbild sogenannte Pharmazieingenieure als mittleres medizinisches Personal mit Ausbildung auf Fachschulen, zum Beispiel der damaligen Pharmazieschule Leipzig, einzuführen.
Seit 2009 geht die Zahl der Apotheken in Deutschland von einem Höchststand von 21.000 Apotheken immer weiter zurück. 2023 gab es in Deutschland noch 17.571 Apotheken. Experten sprechen inzwischen von einem „Apothekensterben“ und warnen, die Versorgung der Bevölkerung mit Medikamenten sei demnächst akut gefährdet. Hauptgrund für den Rückgang der Zahl der Apotheken sei die Vergütung, die seit 2013 nicht mehr erhöht wurde, sowie attraktivere Arbeitsbedingungen in der pharmazeutischen Industrie gegenüber einer Niederlassung als selbständiger Apotheker.
Museen
Die geschichtliche Entwicklung des Apothekenwesens, der Gewinnung von Wirkstoffen, der Herstellung von Arzneien und des Berufsstandes der Apotheker bringen auch die Museen nahe, die sich mit diesen Themen befassen. In Deutschland gibt es davon rund 40, etwa das Deutsche Apotheken-Museum in Heidelberg. Das Pharmaziemuseum der Universität Basel beherbergt eine der weltweit größten Sammlungen zur Geschichte der Pharmazie. Weitere Apothekenmuseen finden sich beispielsweise in Brixen, Lissabon oder Budapest.

### Kennzeichen der Apotheke

#### Heutiges Kennzeichen

Heutiges Kennzeichen der Apotheke, Entwurf: Fritz Rupprecht Mathieu, 1951

Seit 1951 wird in Westdeutschland der Entwurf von Fritz Rupprecht Mathieu mit Äskulapschlange und Arzneikelch verwendet. Es basiert auf einem Entwurf von Ernst Paul Weise, der bei einem Wettbewerb der Deutschen Apothekerschaft für ein neues Apothekensignet 1936 den ersten Preis erhielt. Das Symbol ist auch als „Schale der Hygieia“ bekannt. Das Apotheken-A – gemäß Zeichensatzung ein rotes „großes gotisches A auf weißem Grund mit in weißer Ausführung eingezeichnetem Arzneikelch mit Schlange“ – ist beim Deutschen Patentamt als offizielles Verbandszeichen des deutschen Apothekerverbandes (DAV) eingetragen und darf nur in der genannten Form und unter strikter Beachtung der Zeichensatzung verwendet werden.
Das Apotheken-A ist nur in Deutschland üblich. Weniger gebräuchlich ist hier das internationale Symbol, das grüne Kreuz (siehe unten). An Orten mit internationalem Publikumsverkehr – wie Großstadtbahnhöfen oder Flughäfen – wird dieses bisweilen zusätzlich zum Apotheken-A verwendet.

#### Historische Kennzeichen
Jahrhundertelang wurde auf bildlichen Darstellungen der Apotheker durch die Handwaage gekennzeichnet. Der Bedarf für ein einheitliches Apothekenlogo kam jedoch erst im 20. Jahrhundert auf. Zunächst wurde oft das weiße Kreuz auf rotem Grund verwendet, was jedoch wegen der Ähnlichkeit mit dem Schweizer Staatswappen rechtlich problematisch war. Außerdem war dieses Symbol ebenso wenig eindeutig wie der gelegentlich verwendete Mörser, denn auch die Drogerien nutzten beide Symbole.
Zur Abgrenzung wurde ein eindeutiges, deutschlandweit einheitliches Logo benötigt. 1929/30 siegte in einem Wettbewerb der Firma Verunda das von der Bauhaus-Schule inspirierte „Drei-Löffel-Flasche“-Zeichen, das eine dreimal tägliche Einnahme eines flüssigen Arzneimittels symbolisiert. Nach fünf Jahren wurde es immerhin von rund einem Drittel aller Apotheken genutzt; es blieb jedoch wegen seines „schockierend modernen“ Stils umstritten. Das angeblich einzige erhaltene Drei-Löffel-Symbol wird im Deutschen Apotheken-Museum im Heidelberger Schloss gezeigt.
Ein neuerlicher Wettbewerb 1936 wurde unter der Ägide des seit 1933 amtierenden „Reichsapothekenführers“ Albert Schmierer vom roten A gewonnen; doch das ursprünglich im Entwurf vorgesehene weiße Kreuz wurde wegen der Ähnlichkeit zum Schweizerkreuz verworfen und durch die „zeitgemäße“ Lebens-Rune ersetzt. Das neue Apotheken-A wurde 1937 flächendeckend eingeführt und wurde schnell bekannt. Nach dem Krieg war jedoch die Verwendung der Runenzeichen nicht mehr zulässig, so dass wiederum eine Neugestaltung des Zeichens nötig wurde.

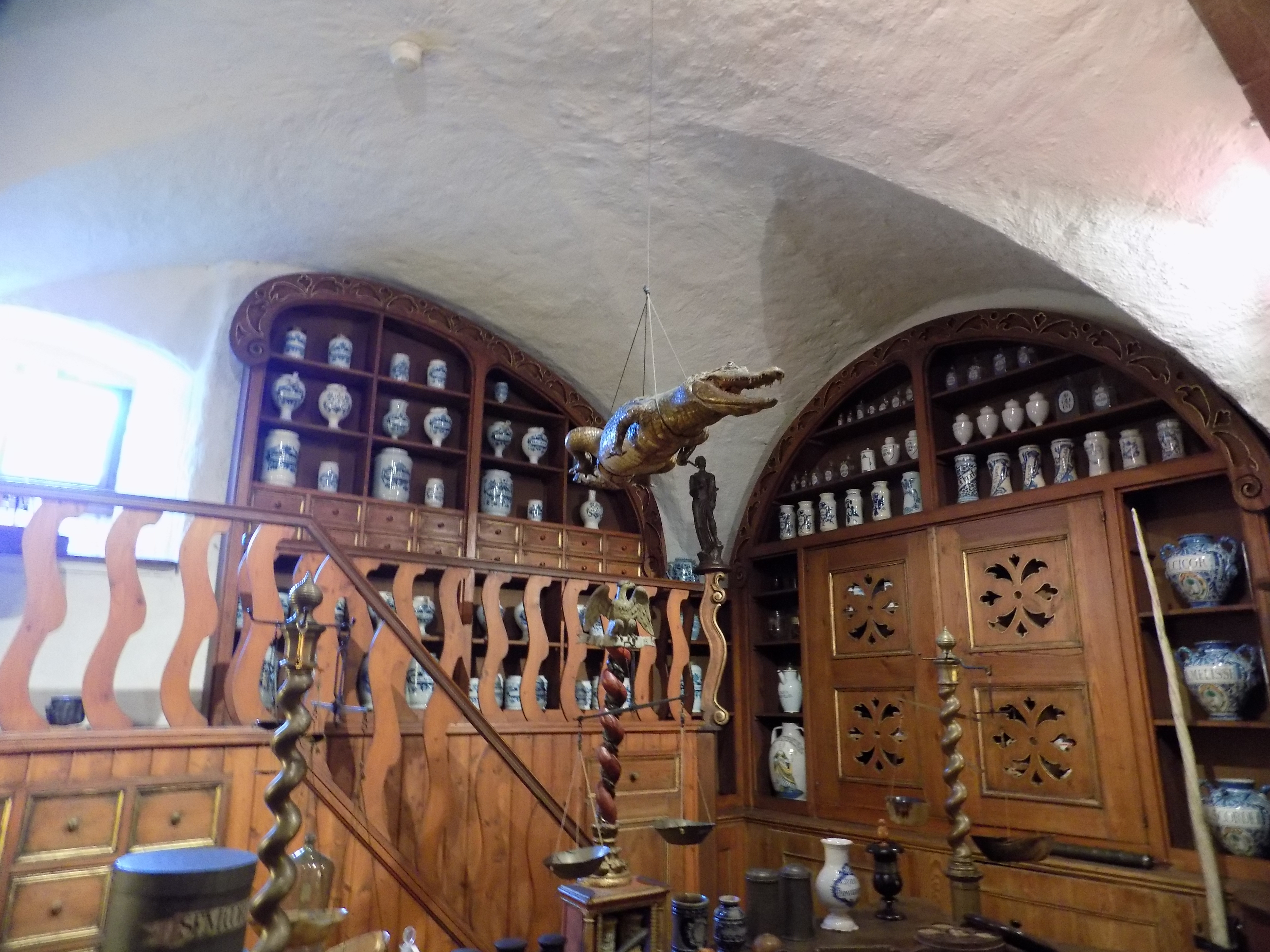
Ausgestopftes Krokodil in einer historischen Apotheke (Apothekenmuseum im Heidelberger Schloss)

Im 18. Jahrhundert war unter anderem der Schwertfisch, etwa über dem Ladentisch hängend, ein verbreitetes Wahrzeichen der Apotheken (auch „Stoßzähne vom Einhorn“ gehörten gelegentlich zur Ausstattung). In historischen Abbildungen von Apotheken existiert oft ein von der Decke herabhängendes, ausgestopftes Krokodil. Das Reptil galt als fremdartig und exotisch und alles, was diesen Kriterien entsprach, galt gleichermaßen als gesund und wurde gemeinhin als heilungsfördernd angesehen.

Großes rotes A in Gebrochener Grotesk-Schrift mit einem weißen Kreuz, Entwurf: Ernst Paul Weise, 1936
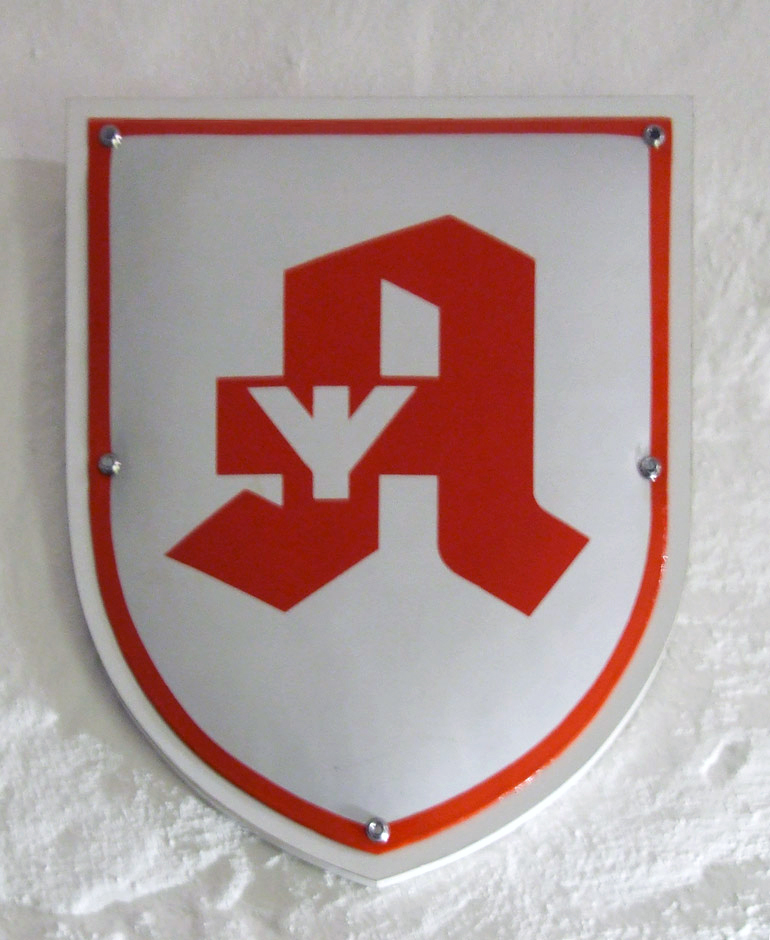
Großes rotes A in Gebrochener Grotesk-Schrift mit Elhaz-Rune aus der Zeit des Nationalsozialismus
Das „Drei-Löffel-Zeichen“, Entwurf: Rudolf Weber, 1929

### Gesetzliche Regelungen
Heute ist die Apotheke sowohl als Institution und Unternehmen mehr denn je zahlreichen gesetzlichen Regelungen wie dem Arzneimittelgesetz, der Apothekenbetriebsordnung und dem Sozialgesetzbuch (Deutschland) unterworfen. Dies zwängt sie in ein enges Korsett, das wenig Flexibilität für moderne Unternehmensführung in Sachen Preis-, Kommunikations- und Produktpolitik lässt. Hauptaugenmerk der Apotheken sollte nach dem Selbstverständnis der Apotheker die unabhängige Beratung der Patienten respektive Kunden sein. Oftmals geraten aber der durch andauernde Gesetzesänderungen politisch induzierte Zwang nach Umsatzsteigerung und der Wunsch, das Beste für den Kunden zu tun, miteinander in Konflikt. Die Aufforderung zu freiem Wettbewerb der Apotheken untereinander mit einer legitimen Verbilligung von Arzneimittel sehen viele Apotheker einerseits mit der Gefahr der schlechteren Beratung und eines schädlichen Mehrverbrauchs an Arzneimitteln für die Patienten, andererseits mit existenzgefährdenden wirtschaftlichen Risiken verbunden.
Um Interessenkonflikten zu begegnen, wurde die vormals relative Preisbildung für verschreibungspflichtige Arzneimittel zum 1. Januar 2004 auf einen Aufschlag von 3 Prozent, zuzüglich eines Festzuschlags je Packung umgestellt. Andererseits ließ der Gesetzgeber mit dem Ziel einer Wettbewerbintensivierung das Versandverbot und die Preisbindung für nicht verschreibungspflichtige, apothekenpflichtige Arzneimittel (sogenannte OTC-Arzneimittel) fallen und lockerte das sogenannte Mehrbesitzverbot. Seitdem ist es Apothekern erlaubt, bis zu drei Filialapotheken zu besitzen und bei entsprechenden Voraussetzungen Arzneimittel auch zu versenden. Es entstanden zahlreiche Versandapotheken („Online-Apotheken“, „Internetapotheken“) in Deutschland sowie in Nachbarländern, beispielsweise in den Niederlanden, in der Schweiz oder in Tschechien.

International bekanntes Zeichen ℞ für „Rezept“ bzw. verschreibungspflichtige Arzneimittel

Wer eine Apotheke betreiben will, bedarf der Erlaubnis der zuständigen Behörde (Personalkonzession).
Zum Schutze der Gesundheit der Bevölkerung darf nur ein approbierter Apotheker eine Apotheke besitzen (Fremdbesitzverbot). Kapitalgesellschaften dürfen hingegen keine Apotheken betreiben. In den letzten Jahren wurde oft vermutet, dass das deutsche Fremd- und Mehrbesitzverbot europarechtlich unzulässig sei. Am 19. Mai 2009 stellte der Europäische Gerichtshof jedoch fest, dass die mit dem Fremdbesitzverbot einhergehenden Beschränkungen der Niederlassungsfreiheit nicht unverhältnismäßig seien und mit Europäischem Recht in Einklang stünden. Damit bleibt der Fremdbesitz in Deutschland weiterhin verboten. Die Richter folgten der Argumentation, dass die Länder entsprechende Regelungen erlassen dürften, wenn sie dies zum Schutze der Gesundheit für erforderlich halten.

#### Apothekenpflicht
Arzneimittel, die einer Beratung bedürfen und daher nur in Apotheken verkauft werden dürfen, unterliegen der Apothekenpflicht. Dadurch soll die Arzneimittelsicherheit gewährt werden. Ein Rezept ist dafür nicht erforderlich, solange das Medikament nicht verschreibungspflichtig ist.
Die einfache Apothekenpflicht regelt sich nach § 43 Arzneimittelgesetz. Apothekenpflichtige Arzneimittel sind vereinfacht ausgedrückt Arzneimittel, die nur durch pharmazeutisches Personal abgegeben werden dürfen. Es besteht seitens des pharmazeutischen Personals Beratungspflicht (es sei denn, der Kunde lehnt eine Beratung ausdrücklich ab). Entsprechende offene Fragen sollten daher bei der Abgabe gestellt werden, um den Beratungsbedarf abzuklären. Versandapotheken sind dazu verpflichtet, diese Beratung in anderer angemessener Form zum Beispiel per E-Mail oder Telefon durchzuführen. Auch diese Form der Beratung darf ausschließlich durch pharmazeutisches Personal durchgeführt werden. Oft erkennt ein Kunde zunächst gar nicht, dass ein Beratungsbedarf besteht, etwa wenn er ein Mittel verlangt, das gar nicht zu seinen Beschwerden passt. Aus demselben Grunde besteht für apothekenpflichtige Arzneimittel ein Selbstbedienungsverbot.

#### Vorgeschriebenes Inventar

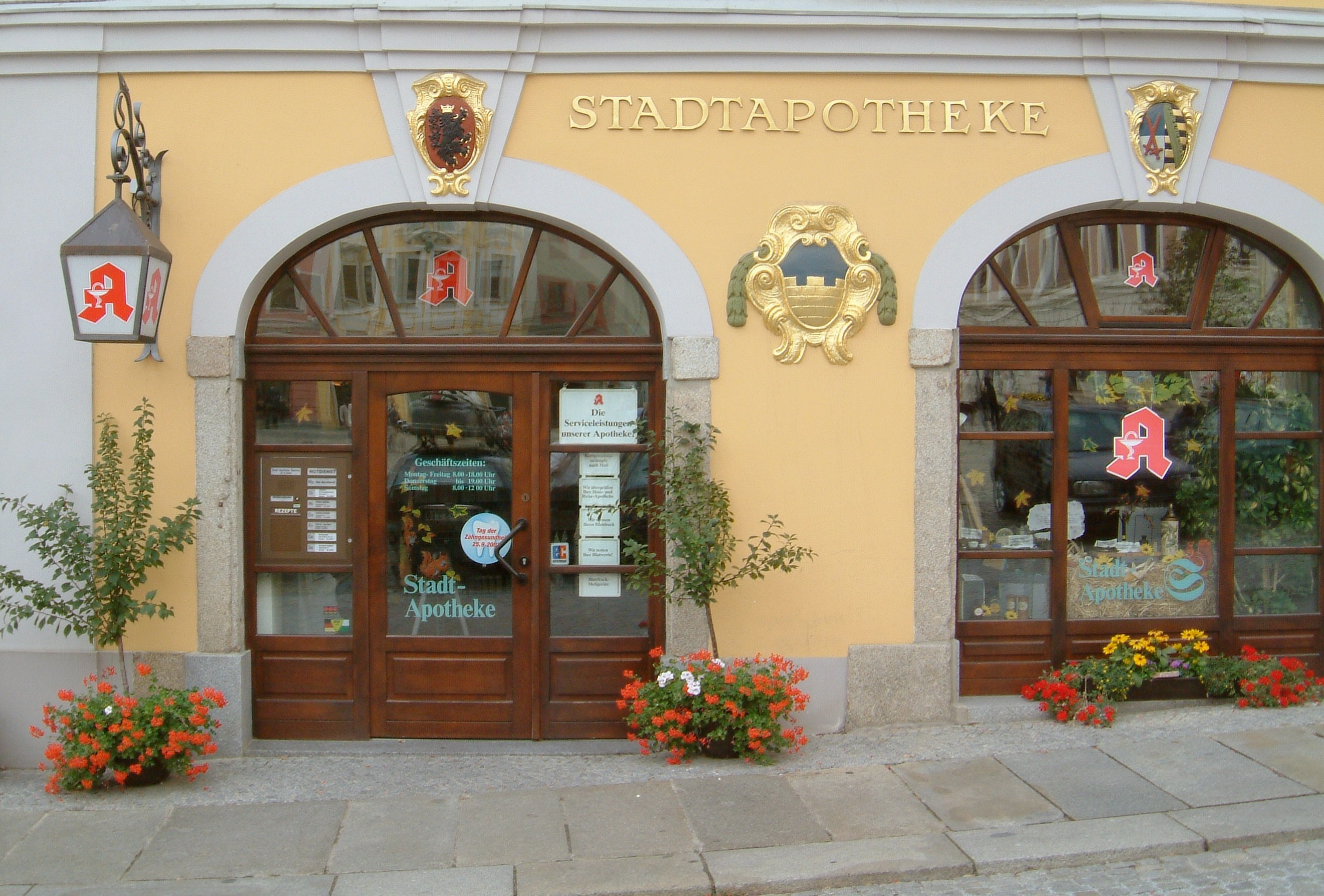
Bautzen am Hauptmarkt

Nach § 5 der Apothekenbetriebsordnung müssen in der Apotheke an Fachliteratur vorhanden sein:
- wissenschaftliche Hilfsmittel, die zur Herstellung und Prüfung von Arzneimitteln und Ausgangsstoffen nach den anerkannten pharmazeutischen Regeln im Rahmen des Apothekenbetriebs notwendig sind. Die Verordnung nennt an dieser Stelle nicht abschließend das Arzneibuch (in Deutschland bestehend aus dem Europäischen Arzneibuch, dem Deutschen Arzneibuch und dem Homöopathischen Arzneibuch), den Deutschen Arzneimittel-Codex und das Synonym-Verzeichnis zum Arzneibuch, welches gebräuchlichen Bezeichnungen für Arzneimittel und Ausgangsstoffe auflistet,
- wissenschaftliche Hilfsmittel, die zur Information und Beratung des Kunden über Arzneimittel notwendig sind, insbesondere Informationsmaterial über die Zusammensetzung, Anwendungsgebiete, Gegenanzeigen, Nebenwirkungen, Wechselwirkungen mit anderen Mitteln, Dosierungsanleitung und die Hersteller der gebräuchlichen Fertigarzneimittel sowie über die gebräuchlichen Dosierungen von Arzneimitteln (zum Beispiel Rote Liste, Kommentar zum Arzneibuch),
- wissenschaftliche Hilfsmittel, die zur Information und Beratung der zur Ausübung der Heilkunde, Zahnheilkunde oder Tierheilkunde berechtigten Personen über Arzneimittel erforderlich sind,
- Texte der geltenden Vorschriften des Apotheken-, Arzneimittel-, Betäubungsmittel-, Heilmittelwerbe- und Chemikalienrechts.

Ferner wird in der Apothekenbetriebsordnung geregelt, welche Geräte vorrätig sein müssen.

#### Filialapotheken
Seit 1. Januar 2004 dürfen in Deutschland die Apothekeninhaber neben ihrer (dann) Hauptapotheke bis zu drei weitere öffentliche Apotheken, sog. Filialapotheken, betreiben (eingeschränkter Mehrbesitz gemäß § 1 Abs. 1, § 2 Abs. 4 und 5 Apothekengesetz). Folgende Bedingungen sind dafür zu erfüllen:
- Nur ein approbierter Apotheker mit einer (Haupt-)Apotheke, in der er selbst verantwortlich tätig ist, kann Filialapotheken eröffnen bzw. besitzen.
- Eine Filialapotheke muss in demselben oder zumindest in einem benachbarten Kreis (bzw. der kreisfreien Stadt) liegen.
- Eine Filialapotheke ist sowohl in sachlicher als auch in personeller Hinsicht genauso auszustatten wie eine Vollapotheke.
- Für jede Filiale ist ein ebenfalls approbierter Apotheker als verantwortlicher Apothekenleiter zu benennen.
- Der Inhaber einer Erlaubnis zum Betreiben einer Filialapotheke („Erlaubnisträger“) darf sich nicht von einem Apothekerassistenten oder Pharmazieingenieur vertreten lassen, sondern ausschließlich von einem anderen approbierten Apotheker. Die Vertretung der Apothekenleiter der Filialapotheke(n) durch Apothekerassistenten oder Pharmazieingenieure ist dagegen zulässig, wie bei jeder anderen öffentlichen Apotheke auch (vgl. Apothekenleitung).

#### Apothekenkooperationen
Abzugrenzen von Filialapotheken sind sogenannte Apothekenkooperationen. Eine solche Kooperation verfolgt im Wesentlichen das Ziel, gemeinsame Werbeaktionen zu initiieren und Einkaufsvorteile zu erzielen – also Kostenersparnis. Die teilnehmenden Apotheken bleiben dabei rechtlich selbständig und die gesetzlichen Bestimmungen über die Gesellschaftsform von Apotheken unberührt: Der Apotheker ist weiterhin selbständiger Unternehmer mit einem bis zu maximal vier Gewerbebetrieben.
Daneben existierten Bestrebungen, die Kompetenz als Kooperation auf die Partnerschaft mit gesetzlichen Krankenkassen auszudehnen. Beispiele für Kooperationen mit insgesamt etwa 7.000 Mitgliedern sind der Marketing Verein Deutscher Apotheker (MVDA; mit alleine etwa 3.600 Mitgliedern), vivesco, mea – meine apotheke, parmapharm und einige andere mehr.

#### Apothekenketten
Apothekenketten sind in Deutschland weiterhin verboten, abgesehen von „Mini-Ketten“ aus bis zu vier Apotheken im Besitz desselben Apothekers (siehe Filialapotheke). Einige Apotheken-Kooperationen treten allerdings in der Öffentlichkeit so auf, als seien sie Apothekenketten, so zum Beispiel DocMorris; diese Apotheken waren jedoch rechtlich selbständige Einzelbetriebe; sie nutzten lediglich gegen Zahlung einer Lizenzgebühr das „DocMorris“-Logo. Ursprünglich wollte der DocMorris-Mutterkonzern, der Pharmagroßhändler Celesio, in Deutschland eine Apothekenkette aufbauen; er hatte gehofft, dass das deutsche Fremdbesitzverbot (Eigentum einer Apotheke durch einen Nichtapotheker oder Kapitalgesellschaft) durch den Europäischen Gerichtshof (EuGH) gekippt werde; eine erste Filiale wurde 2006 in Saarbrücken eröffnet (was zwar rechtswidrig war, jedoch von der saarländischen Regierung genehmigt wurde mit der Begründung, das deutsche Fremdbesitzverbot würde ohnehin vom EuGH gekippt werden). Am 19. Mai 2009 bestätigte jedoch der EuGH, dass das deutsche Fremdbesitzverbot durchaus mit europäischem Recht vereinbar ist; Apothekenketten bleiben also weiterhin verboten. Apothekerorganisationen wie ABDA und VDPP begrüßten das Urteil als Sieg für den Verbraucherschutz. Nach dem Verkauf von DocMorris an die Zur Rose AG in der Schweiz kündigte diese sämtliche Franchise-Verträge mit niedergelassenen Deutschen Apotheken, womit der Name „DocMorris“ von diesen nach Ende der Lizenzverträge nicht mehr weiter genutzt werden durfte. Seit Ende 2012 verschwand somit nach und nach der Name DocMorris allmählich aus den Innenstädten, Vororten und Einkaufscentern. Zum Jahresende 2017 endeten die letzten Verträge.

#### Versandapotheken
Aus grundsätzlichen Erwägungen war der Versandhandel von Arzneimitteln in Deutschland bis 2003 untersagt. Das Verbot wurde erst Ende der 1990er-Jahre in das Apothekengesetz aufgenommen. Eine Verfassungsbeschwerde zweier deutscher Apotheker betreffend den Versand von Impfstoffen führte zur Freigabe des Versandhandels für Apotheken ab dem 1. Januar 2004. Betäubungsmittel und Arzneimittel, die zur Anwendung bei Tieren zugelassen sind, die der Gewinnung von Lebensmitteln dienen, sind von dieser Regelung nach dem Arzneimittelgesetz ausgenommen. Gleichzeitig entfiel die Preisbindung für nicht verschreibungspflichtige Arzneimittel. Zwar stellte der Europäische Gerichtshof kurz darauf fest, dass eine Einschränkung des Versandhandels zumindest von verschreibungspflichtigen Arzneimitteln in einem Mitgliedstaat der EU rechtens sei, was jedoch die generelle Aufhebung des Versandhandelverbotes für Arzneimittel in Deutschland nicht weiter beeinflusste.
Der Versandhandel mit Arzneimitteln ist in Deutschland Apotheken erlaubt. Darüber hinaus muss bei der zuständigen Behörde eine Erlaubnis auf Zulassung zum Versandhandel gestellt werden. Diese wird in der Regel erteilt, wenn der Versandhandel in Hinblick auf die Räume der Apotheke keine Einschränkung des Apothekenbetriebes vermuten lässt. Die am Versandhandel mit Arzneimitteln teilnehmende Apotheke unterliegt allen in Deutschland geltenden gesetzlichen Einschränkungen hinsichtlich Sozialgesetzgebung, Apothekengesetz und Heilmittelwerbegesetz. Hingegen unterliegen im europäischen Ausland liegende Apotheken nicht den in Deutschland geltenden Sozialgesetzen (SGB V). Auch die Einhaltung von werberechtlichen Beschränkungen kann im europäischen Ausland nicht vollumfänglich eingeklagt werden.

#### „Internationale Apotheke“
Die Bezeichnung „Internationale Apotheke“ ist nicht definiert. In der Urteilsbegründung eines Oberverwaltungsgerichtes heißt es, das Spektrum möglicher Erwartungen eines Durchschnittsverbrauchers an eine internationale Apotheke reiche von der Annahme, ausländische Medikamente zu günstigeren Preisen und besonders kurzen Lieferzeiten erhalten zu können über die Vorstellung, dass die Apotheke über den regionalen Marktbereich einer Apotheke hinaus, auch außerhalb der Bundesrepublik, tätig sei und Filialen im Ausland betreibe, bis hin zur Erwartung spezieller Beratungskompetenz in Bezug auf ausländische Arzneimittel und breiter Sprachkompetenz des Apothekenpersonals.
2008 entschied das Bundesverwaltungsgericht, die Bezeichnung „Internationale Apotheke“ als Bestandteil des Firmennamens einer Apotheke stelle keine Irreführung des Verbrauchers dar. Die Erwartung des Durchschnittsverbrauchers stimme in aller Regel mit der Rechtslage überein, die ein Vorrätighalten von ausländischen, in Deutschland nicht zugelassenen Arzneimitteln verbiete. Das OVG hatte eine andere Auffassung vertreten und argumentiert, der Name „Internationale Apotheke“ suggeriere, dass eine solche Apotheke besser als andere gerüstet sei, ausländische Arzneimittel zu liefern, und sei daher wettbewerbswidrig. Dagegen geklagt hatte eine Apotheke, in der zahlreiche Sprachen gesprochen, viele Print- und elektronische Medien mit Informationen über ausländische Arzneimittel vorgehalten wurden und über Beziehungen zu einer Importfirma ein besonders zügiger Bezug ausländischer Arzneimittel gewährleistet wurde.

### Apothekenpersonal
Zum pharmazeutischen Personal gehören Apotheker, Apothekerassistenten, Pharmazieingenieure und pharmazeutisch-technische Assistenten (PTA) und Personen, die sich in der Ausbildung zum Apotheker oder PTA befinden. Letztere verkaufen unter Aufsicht des Apothekers. Zum nichtpharmazeutischen Personal gehören die Pharmazeutisch-kaufmännischen Angestellten (PKA) (früher „Apothekenhelfer“) und Arzneimittel ausliefernde Boten. Für die Abschlüsse aus der DDR gelten entsprechende Regelungen. Dabei sind Apothekenfacharbeiter den Apothekenhelfern und Apothekenassistenten den pharmazeutisch-technischen Assistenten gleichgestellt. In den rund 21.500 deutschen Apotheken arbeiteten im Jahr 2008 rund 144.000 Menschen.

## Die Apotheke in Österreich

### Öffentliche Apotheke und ärztliche Hausapotheke

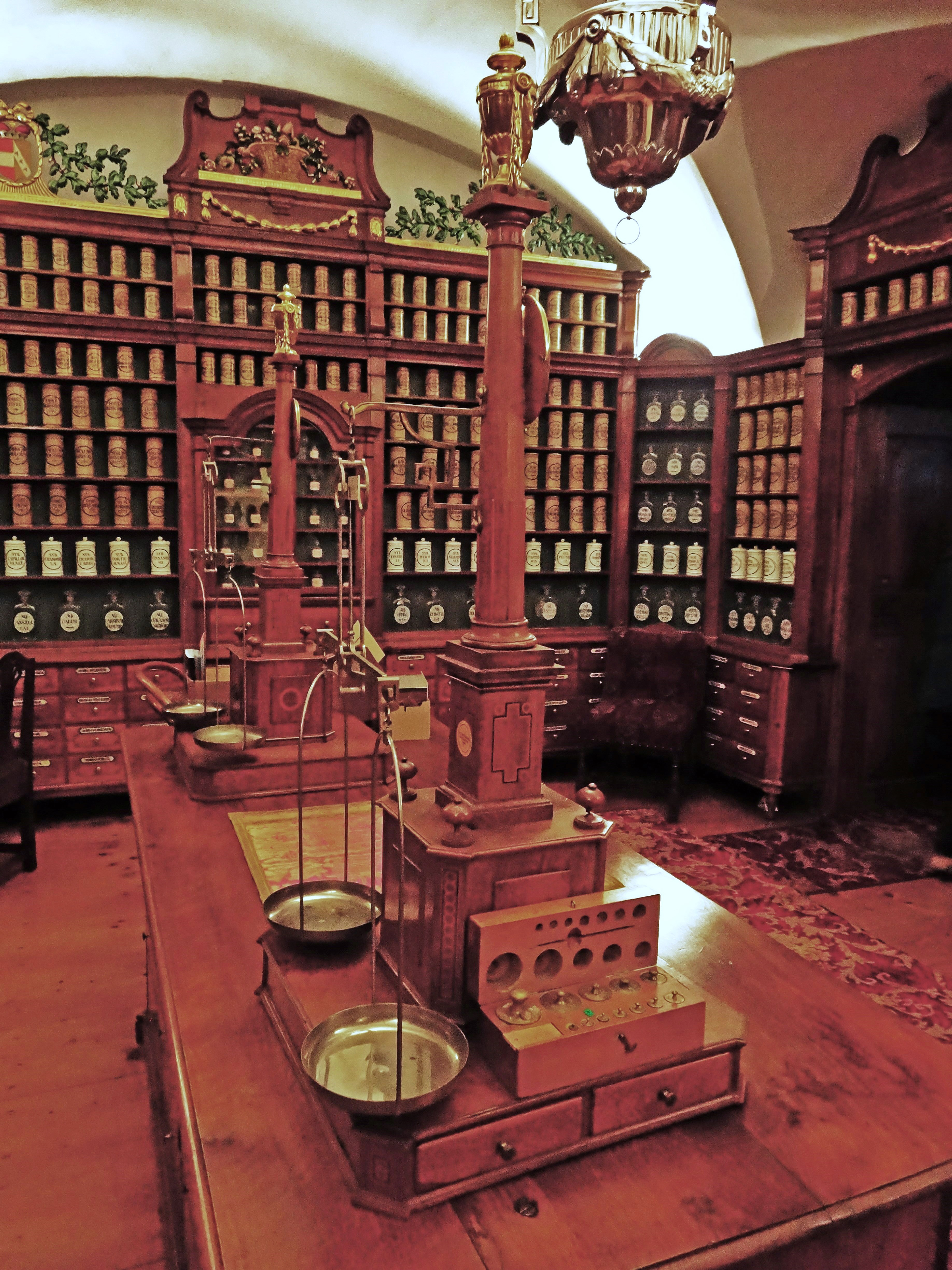
Blick in die historische (1792) Spitalsapotheke des Elisabethinen-Klosters in Klagenfurt am Wörthersee

Das Apothekenwesen ist in Österreich durch das Apothekengesetz geregelt. Es existieren zwei Arten von Apotheken nebeneinander.
Die eine Art ist die öffentliche Apotheke, die von einem Apotheker geführt wird. Im Jahr 2022 existierten mehr als 1400 Apotheken bundesweit. Der Abstand von Apothekenstandorten beträgt vom Gesetz vorgesehen mindestens 4 Kilometer, um die Überlebensfähigkeit und damit die Versorgung der Bevölkerung mit Medikamenten zu gewährleisten.
Als zweite Art gibt es auch sogenannte ärztliche Hausapotheken. Dabei handelt es sich um Apotheken, die von einem Arzt für Allgemeinmedizin (praktischer Arzt) geführt werden. Sie sollen eine Mindestversorgung mit Medikamenten auch in entlegenen Gebieten garantieren. Solche Apotheken bekommen nur eine Konzession, wenn sich in der Gemeinde, in der der Arzt die Praxis führt, keine öffentliche Apotheke befindet und die nächste öffentliche Apotheke mehr als vier Straßenkilometer entfernt ist. In einer Hausapotheke sind nur abgabefertige Arzneimittel bei einem oft kleinen Medikamentenvorrat erhältlich. Die Hausärzte dürfen Medikamente nur an ihre Patienten abgeben. Etwa zehn Prozent aller Kassenrezepte werden über Praxisapotheken eingelöst.

### Kennzeichnung der Apotheken

Kennzeichen der Apotheken in Österreich

Anders als in Deutschland gab es vor dem Anschluss im Jahr 1938 keine einheitliche Kennzeichnung der Apotheken in Österreich. Es gab zwar Überlegungen ein Zeichen für den Apothekerstand zu schaffen. In diesem Zusammenhang findet man schon vereinzelt die heute verwendete Schlange mit der Schale, wie auf einem Grabstein eines Apothekers. Auch als 1937 das Apotheker-Dienstabzeichen eingeführt wurde, hatte das nichts mit einer Kennzeichnung der Apotheken selbst zu tun.
Nach dem Anschluss an das Deutsche Reich wurde das dort geltende Symbol des A in Gebrochener Groteskschrift im Herbst 1938 eingeführt.
Nach Kriegsende war das verwendete Fraktur-A für die österreichischen Apotheken aus politischen Gründen untragbar. Es gab aber weder ein neues Logo, noch ein altes, das man wiederverwenden konnte. Aber erst im Frühjahr 1950 befasste sich der damalige Apothekerverein, der heutige Apothekerverband, mit der Werbung für Apotheken und damit auch für ein einheitliches Logo. Die Österreichische Apothekerzeitung schrieb in der Folge einen Wettbewerb unter allen österreichischen Apothekern aus. Aus 261 Entwürfen wurde das noch heute gültige A, das aus der züngelnden Schlange und der auf einer Säule stehenden Schale gebildet wird, von einer Jury ausgewählt. Ab 1951 wurde dieses Symbol österreichweit großteils verwendet.
Im Jahr 1995 wurde das Thema nochmals aufgeworfen, nachdem in vielen europäischen Ländern das grüne Kreuz verwendet wurde, ob sich auch Österreich dabei anschließen sollte. Nachdem aber in der Bevölkerung der Erkennungswert des bisherigen Symbols derart groß war, wurde beschlossen in Fremdenverkehrsgebieten oder an Orten wie Flughäfen oder internationalen Bahnhöfen das grüne Kreuz als zusätzliches Logo zu verwenden, aber das bisherige weiter zu führen. Eine im Jahr 2008 durchgeführte Marktuntersuchung ergab für dieses Zeichen einen Wiedererkennungswert von über 90 %.
Das gültige Logo ist ein geschütztes Zeichen, das von Apotheken in Österreich geführt werden darf, aber nicht zwingend vorgeschrieben ist.

### Lagerungsvorschriften und Kennzeichnungen
Für Österreich gelten folgende Lagerungsvorschriften:
- Indifferenda sind leicht wirksame Substanzen. Das Gefäß, in dem ein Indifferendum gelagert wird, muss mit schwarzer Schrift auf weißem Hintergrund beschriftet sein.
- Separanda sind stark wirksame Substanzen. Das Gefäß, in dem ein Separandum gelagert wird, muss mit roter Schrift auf weißem Hintergrund beschriftet sein. Separanda müssen separat von anderen Substanzen gelagert werden. Häufig werden sie in einem gesonderten Alphabet zusammengefasst. Auch Separanda im Übervorrat und Rezepturbehelfe, die Separanda enthalten, müssen getrennt von anderen Substanzen gelagert werden. Im österreichischen Arzneibuch (ÖAB) sind diese Substanzen mit dem Wort Separandum gekennzeichnet, in der österreichischen Arzneitaxe mit einem Kreuz +.
- Venena (Plural von lateinisch Venenum „Gift“) sind sehr stark wirksame Substanzen. Das Gefäß, in dem ein Venenum gelagert wird, muss mit weißer Schrift auf schwarzem Hintergrund beschriftet sein. Sie müssen außerdem in einem ständig verschlossenem Schrank (Giftschrank) aufbewahrt werden. Der Schlüssel dazu darf nicht ständig stecken. Im Arzneibuch sind die entsprechenden Substanzen mit dem Wort Venenum gekennzeichnet, in der österreichischen Arzneitaxe mit 2 Kreuzen ++.

Bei Separanda und Venena musste früher zusätzlich noch die Einzelmaximaldosis (EMD – wie viel von dem Wirkstoff ein Mensch maximal auf einmal anwenden – zum Beispiel: schlucken, … – darf) und die Tagesmaximaldosis (TMD – wie viel ein Mensch maximal über den Tag verteilt anwenden darf) auf dem Gefäß angeführt sein. Der Apotheker muss aber immer noch jedes Rezept daraufhin überprüfen.
Vor Licht zu schützende Substanzen müssen in einem lichtundurchlässigen Gefäß (Kunststoffgefäße, Papiersäcke usw.), oder in dunkelbraunem Glas, das den Anforderungen des Arzneibuchs entspricht, gelagert und abgegeben werden. Standgefäße aus blauem und grünem Glas dürfen dafür nicht verwendet werden, da sie nicht die vorgeschriebene Wellenlänge des Lichts absorbieren. Im Arzneibuch steht der Hinweis „vor Licht geschützt aufzubewahren“, in der Arzneitaxe ist die entsprechende Substanz mit einem „L“ gekennzeichnet. Die Lichtschutzbestimmungen betreffen aber nicht nur die zu schützende Reinsubstanz, sondern auch sämtliche magistralen Zubereitungen in denen sie verarbeitet sind.

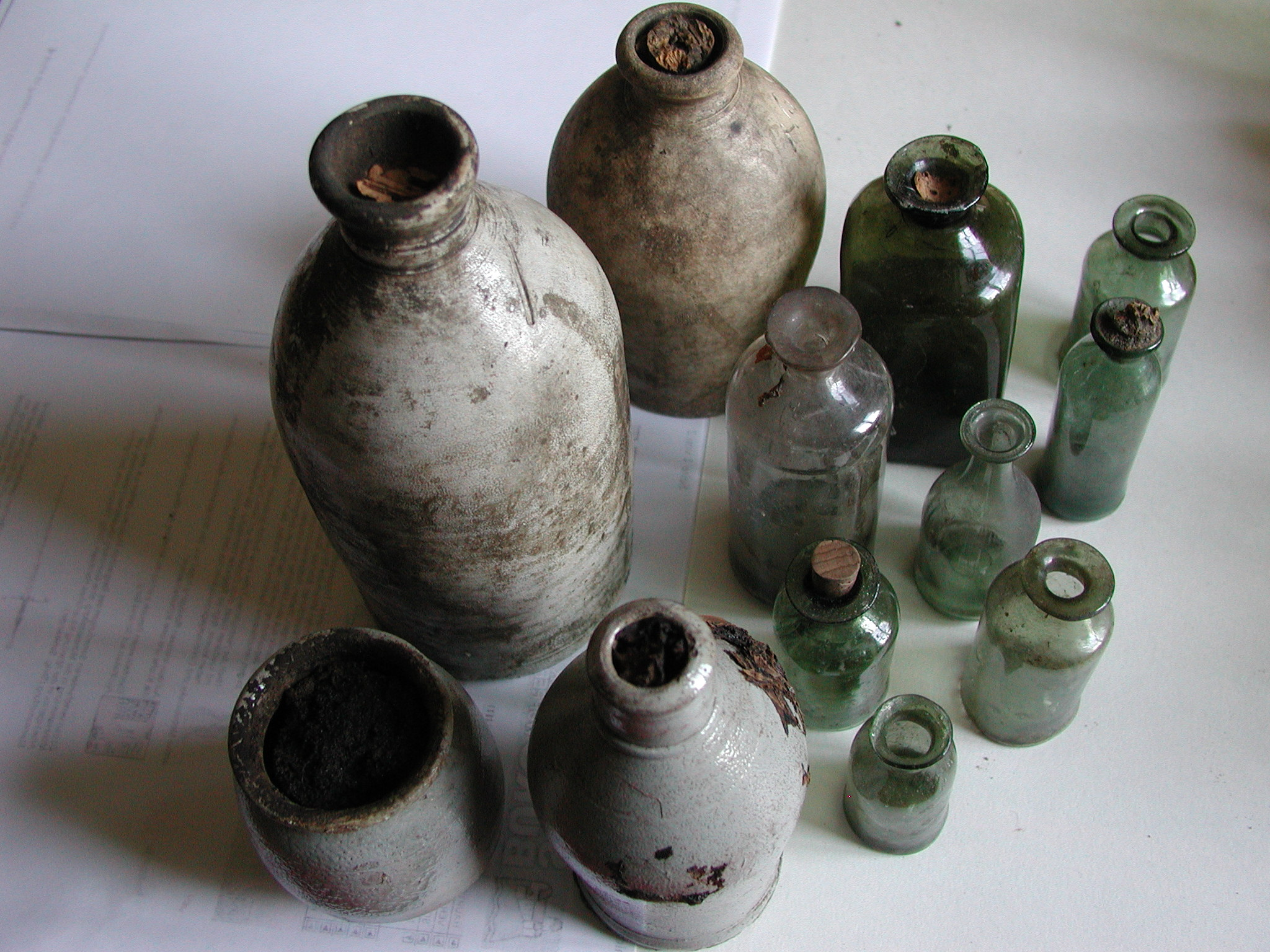
Apothekengefäße aus dem 19. Jahrhundert aus der Löwen-Apotheke in Remscheid-Lüttringhausen

Falls ein Glasgefäß für die Lagerung verwendet wird, muss es folgende Kriterien erfüllen:
- Dicke mindestens 2 mm
- Licht mit der Wellenlänge von 410 Nanometer muss mindestens 98 % absorbiert werden
- Licht mit der Wellenlänge von 700 nm muss mindestens zu 72 % durchgelassen werden

Diese Arzneimittelgruppen brauchen einen Lichtschutz:
- Ätherische Öle
- Aromatische Wässer
- Collyria (Augentropfen )
- Emulsionen
- Fette, Öle
- Pflanzliche Drogen
- Sämtliche Fluid- und Trockenextrakte
- Tinkturen (teilweise nur von direktem Sonnenlicht zu schützen)

Diese Präparate sollen vor zu großem Einfluss von Licht, Wärme, Strahlung usw. geschützt werden.
Grundsätzlich soll jedes Arzneimittel weitgehend vor direktem Sonnenlicht geschützt werden. Gut schließende Gefäße sollen den Inhalt vor Verunreinigungen wie Schmutz oder Fremdstoffen schützen. Dicht schließende Gefäße schützen auch vor Einflüssen durch die Luft (Kohlendioxid, Sauerstoff, Wasserdampf usw.), die sonst chemische Veränderungen hervorrufen würden. Außerdem soll verhindert werden, dass flüchtige Wirkstoffe in unzulässigen Mengen entweichen (zum Beispiel bei ätherischen Ölen). Bei flüchtigen Substanzen muss man aber auch darauf achten, dass das Gefäß nicht zu groß ist, da sonst zu viel Luft darin miteingeschlossen ist.
Gut schließende Gefäße sind:
- Verschraubungen aus Bakelit oder anderen geeigneten Kunststoffen
- Blecheinsätze mit Deckeln
- Behältnisse mit gut schließenden Deckeln aus Porzellan, Holz, Fayence oder geeigneten Kunststoffen
- Blechdosen oder Pappdosen mit gut schließenden Deckeln

Als dicht schließend gelten:
- Gefäße mit Schraubverschluss mit Dichtung
- Glasgefäße mit eingeschliffenem Stopfen
- mit Gummi- oder angepassten Kunststoffstopfen verschlossene Gefäße

### Vorgeschriebenes Inventar
Das vorgeschriebene Inventar ist ähnlich wie in Deutschland.
Eine Apotheke muss in Österreich außerdem über Telefon, Fax und Internetzugang verfügen. Zudem muss ein netzunabhängiges Radiogerät vorhanden sein.

### Versandapotheken in Österreich
Österreichischen Apotheken ist der Versand von Arzneimitteln verboten. Ausländische Apotheken dürfen aber Arzneimittel zu österreichischen Konsumenten schicken, sofern der Versandhandel im Ursprungsland erlaubt ist. Dies allerdings nur dann, wenn die verschickten Arzneimittel in Österreich zugelassen sind, es sich um in Österreich rezeptfreie Arzneimittel handelt und die Medikamente ausschließlich für den persönlichen Bedarf benötigt werden. So gibt es seit einigen Jahren Versandapotheken aus der Tschechischen Republik und aus Deutschland, die nach Österreich hineinliefern. Seit April 2014 betreibt der Österreichische Apothekerverband die Online-Plattform APOdirekt.at, auf der der Kunde online Medikamente und Sortiment aus der Apotheke vorreservieren und in der gewünschten Apotheke vor Ort (mehr als die Hälfte der Österreichischen Apotheken sind angeschlossen) abholen kann (sogenanntes „click&Collect“-Prinzip).

## Die Apotheke in der Schweiz
In der Schweiz ist das Apothekenwesen kantonal geregelt. Die Apothekerverbände der einzelnen Kantone sind im Schweizerischen Apothekerverband Pharmasuisse organisiert. 78 Prozent aller Apotheken gehören diesem Verband an.
Welche Medikamente die schweizerischen Apotheken abgeben dürfen, ist durch die sogenannte Abgabekategorie geregelt.
Waren Apotheken bis 2007 ausschließlich mit einem Symbol, das ein grünes Kreuz mit Waage und Äskulapnatter darstellt, gekennzeichnet, so können sich Mitglieder der Pharmasuisse seit 2007 stattdessen mit einem Symbol kennzeichnen, das eine eingetragene Marke ist. Das neue Symbol stellt ein grünes Kreuz mit stilisierter Äskulapnatter dar.

## Apotheken in anderen Ländern

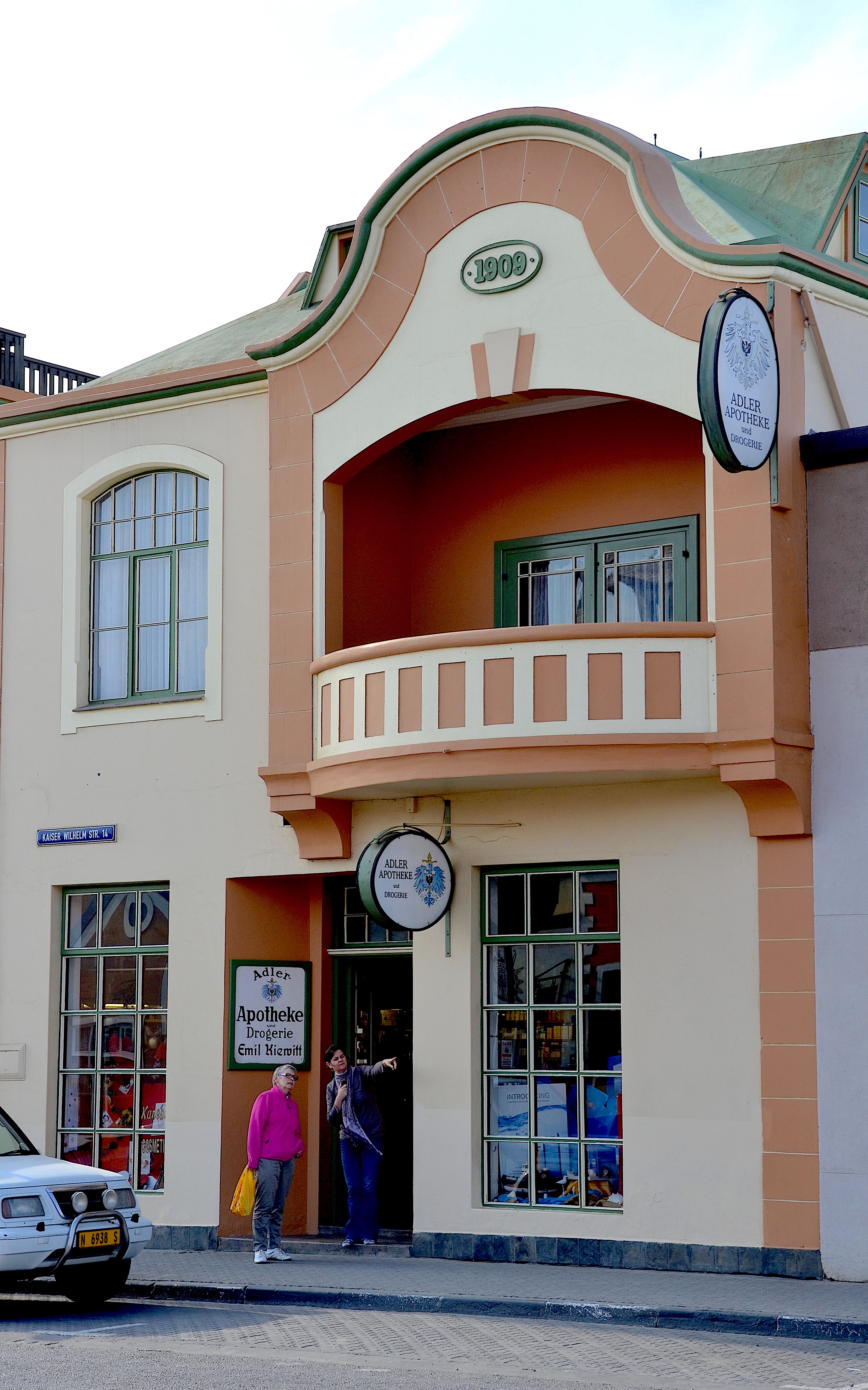
1909 erbaute Apotheke in Swakopmund, Namibia (2014)

### Litauen
Die größte Apotheken-Kette in Litauen ist Eurovaistinė (Umsatz von 172,7 Mio. Euro, 255 Apotheken), Tochterunternehmen von Euroapotheca (sie gehört dem größten litauischen Konzern Vilniaus prekyba). Andere Ketten sind Nemuno vaistinė (Umsatz von 107 Mio. Euro, 300 Apotheken „Camelia“), Gintarinė vaistinė (Umsatz von 71,54 Mio. Euro, 225 Apotheken), Norfos vaistinė (91 „N“-Apotheken).

### Vereinigte Staaten

Apothekensymbol in den USA: Mörser und Pistill mit dem Zeichen ℞ für Rezept

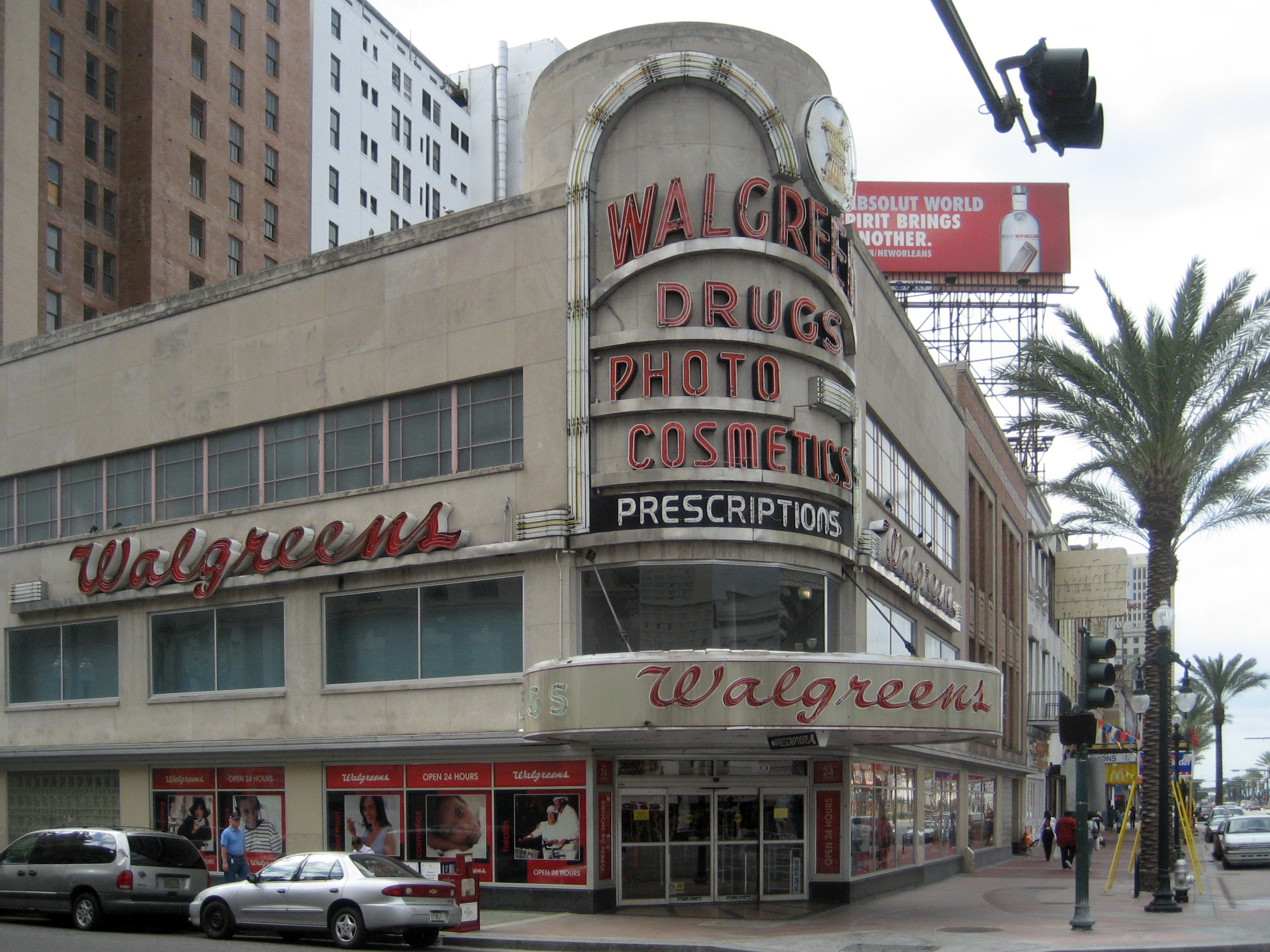
Eine der größten Drugstore-Ketten ist Walgreens Boots Alliance

In den Vereinigten Staaten bestehen Apotheken (Pharmacies) entweder als selbständige Unternehmen oder als Abteilungen von Supermärkten oder Drogerien. Da Arzneimittel, die nicht verschreibungspflichtig sind (Frei verkäufliche Medikamente), auch in Supermärkten, an Tankstellen usw. gehandelt werden dürfen, handeln amerikanische Apotheken vor allem mit verschreibungspflichtigen Arzneimitteln. Auch Versandapotheken sind weit verbreitet und werden von vielen Krankenversicherungsunternehmen gefördert. Eine Studie des National Center on Addiction and Substance Abuse der Columbia University ergab, dass 85 Prozent der US-amerikanischen Versandhändler verschreibungspflichtige Arzneimittel wie etwa Valium oder Ritalin ohne Rezept verkaufen. Verbreitet sind, besonders in den Chinatowns, unabhängige Apotheken, die auf die traditionelle chinesische Medizin spezialisiert sind.
Zu den Besonderheiten des amerikanischen Apothekenwesens gehört die Tatsache, dass der Großhandel Medikamente kaum in der Endverpackung liefert. Tabletten, Kapseln und ähnliche lose Arzneimittel werden vom Apotheker aus der Großhandelsverpackung abgezählt und – der Verschreibung entsprechend – in orangefarbenen Plastikdöschen abgepackt und etikettiert. Wenn Medikamente – wie zum Beispiel Antibiotika für Kinder – in Pulverform geliefert, vor der Einnahme aber in Wasser aufgelöst werden müssen, geschieht auch dies in der Apotheke. Das individuelle Herstellen von Medikamenten, wie zum Beispiel Salben, ist in der Apotheke kaum verbreitet. Der Besuch in der Apotheke schließt für den Patienten aus diesen Gründen stets eine ca. halbstündige Wartezeit ein. Viele Drogerien bieten ihren Kunden, die während der Wartezeit zum Beispiel zum Einkaufen fahren wollen, darum einen Drive-thru-Service an; Rezeptabgabe und Abholung des fertigen Medikaments erfolgen hier an einem Schalter, an dem der Patient ohne auszusteigen mit dem Auto vorfahren kann.
Neben dem konventionellen Ausstellen von Rezepten durch den behandelnden Arzt ist es in den USA auch üblich, dass Ärzte, Labore und Apotheken direkt miteinander kommunizieren. Wenn der Arzt zur Diagnosefindung eine Laboruntersuchung anordnet, kann das Labor der Apotheke direkte Anweisungen geben, und der Patient braucht nicht noch einmal beim Arzt vorzusprechen. Eine Beratung zu nicht verschreibungspflichtigen Arzneimitteln findet in den großen Apothekenketten meist nicht statt. Einige Drogerien versuchen in jüngster Zeit mit Erfolg, diese Beratungslücke durch eine kostenpflichtige Beratung durch medizinisches Hilfspersonal – meist Krankenpflegern – zu schließen.

### Weitere Apothekensymbole
Neben dem bereits erwähnten Äskulapstab, der Schale der Hygieia, dem Mörser mit Pistill und dem ℞ sind den meisten Ländern je nach behördlichen Verordnungen verschiedene Variationen eines grünen Kreuzes als Symbol für Apotheken üblich. Dieses hat seinen Ursprung in der Flagge des Lazarus-Ordens. In anderen Ländern fehlen derartige Vorschriften ganz und es gibt auch verschiedene weitere Symbole:

Internationales Apothekensymbol in Irland, Spanien, Ukraine und im Vereinigten Königreich
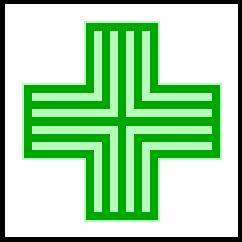
Variante des Grünen Apothekenkreuzes in Frankreich
Apothekensymbol in Indien
Apothekensymbol in Ungarn
Symbol in Schweden
Apothekensymbol in Italien
Apothekensymbol in Hongkong
Apothekensymbol in Island
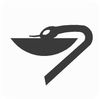
Hinweisschild in den Niederlanden (Straßenschild)
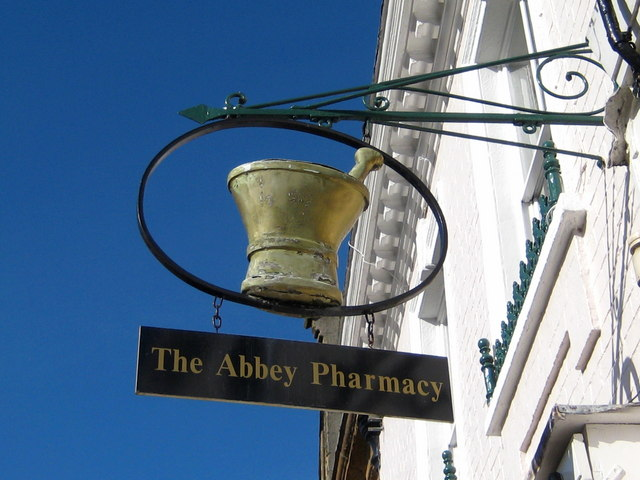
Hinweisschild in Großbritannien